# Igreja Batista das Oliveiras

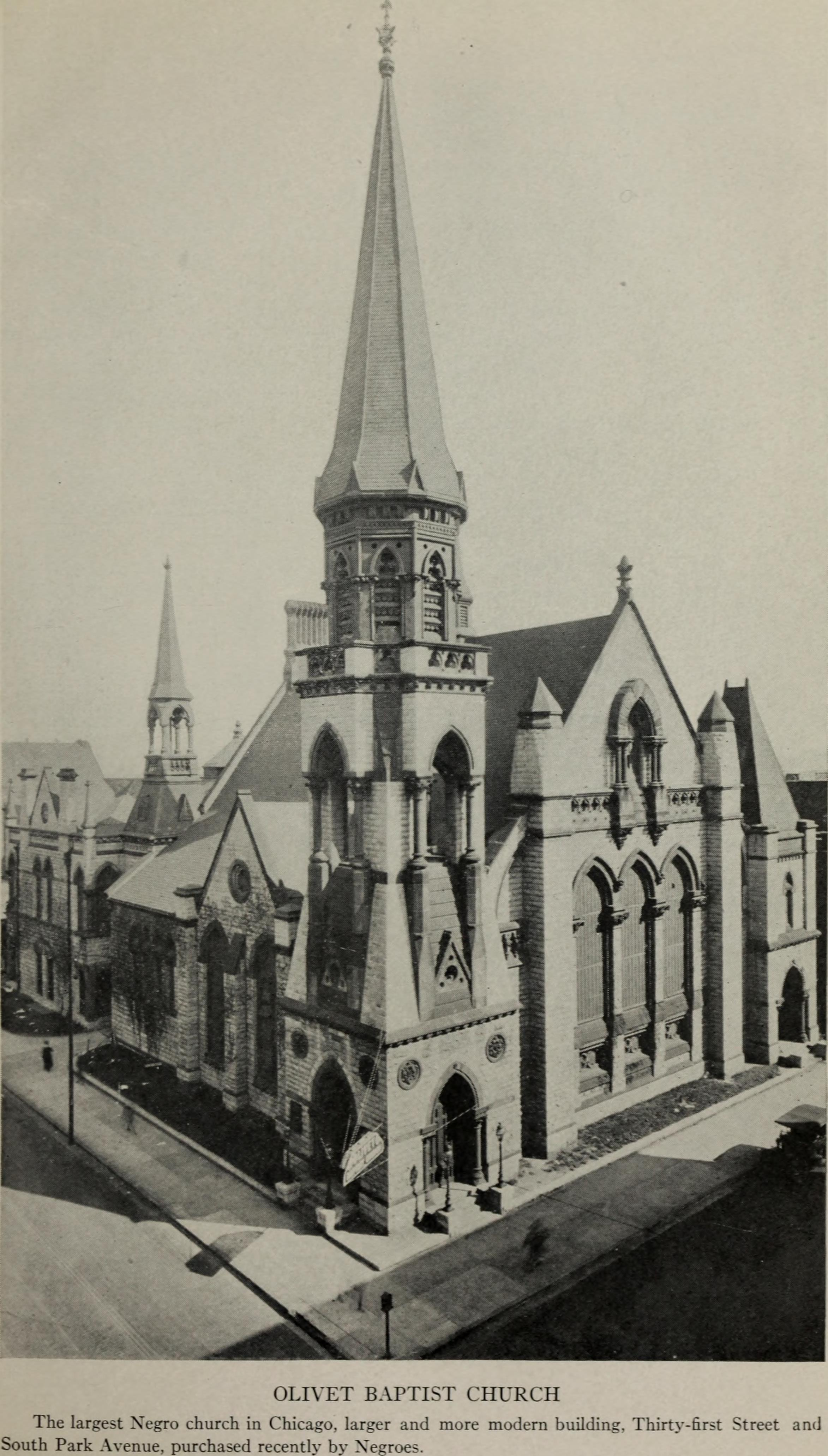
Igreja Batista Olivet na década de 1920

A Igreja Batista Olivet é uma igreja localizada em Chicago, Illinois . A congregação foi formada pela primeira vez em 1861 através da fusão de duas congregações afro-americanas.

## História
Antes de 1860, David G. Lett era pastor na principal igreja batista negra da cidade, a Igreja Zoar. Em março de 1860, cerca de 40 paroquianos deixaram aquela igreja para formar a Igreja Batista de Sião liderada por Jesse Freeman Boulden, com o Rev Tansbury liderando o antigo corpo. Tansbury retornou para sua casa anterior no Canadá e em 22 de dezembro de 1861, as duas igrejas se uniram sob os esforços de Boulden para formar a nova igreja, a Igreja Batista Olivet, onde Boulden serviu até 1863. Boulden então renunciou e Richard DeBaptiste tornou-se seu novo pastor em agosto de 1863. DeBaptiste serviu até fevereiro de 1882. Ele foi seguido por James Alfred Dunn Podd, que serviu até sua morte no final de 1886.
Durante o seu apogeu, a igreja foi a maior igreja afro-americana nos Estados Unidos e a maior congregação protestante do mundo. A congregação aumentou muito de tamanho na década de 1920 devido à Grande Migração, quando a igreja prestou serviços e estrutura aos negros sulistas que haviam se mudado para o norte, elevando a congregação para 11 mil. Na década de 1940, a congregação contava com 20 mil pessoas.
A igreja é a igreja batista afro-americana mais antiga em funcionamento em Chicago.